# 2,6-二叔丁基對甲酚
2,6-二叔丁基對甲酚，又稱2,6-二丁基羥基甲苯（英語：Butylated hydroxytoluene，簡稱BHT），是一種油溶性的有機化合物。它主要在食品添加劑中被用作為抗氧化劑（E編碼為E321）。它也在化妝品、藥物、飛機燃料、橡膠、石油製品和標本中有抗氧化作用。

## 使用情況
BHT在1947年被專利。1954年被美國食品藥品監督管理局准許在食物中加入BHT來保鮮。BHT和自由基產生化學反應，並減慢食物中氧化還原反應（即酸敗反應）的速度。由此可保持食物的顏色、氣味和味道。
在生產某些物質如四氫呋喃及乙醚時，亦可加入BHT來避免產生有害的過氧化有機物。

## 管制
BHT的使用引起了世界的關注。日本於1958年，以及羅馬尼亞、瑞典和澳洲等地，BHT都被禁止加在食物中。美國則禁止在某些食物中加入BHT。不過，有些食品商自願不使用BHT，例如麥當勞於1986年開始不使用BHT。

## 外部連結
- 為何食物中有BHA和BHT? 它們安全嗎？（英文）（页面存档备份，存于）
- BHT的生物論文（英文）
- BHT (ICSC)（英文）（页面存档备份，存于）